# Nationalstraße 201 (China)
Die Nationalstraße 201 (chinesisch 201国道, Pinyin 201 Guódào, englisch China National Highway 201), chin. Abk. G201, ist eine 1.964 km lange, in Nord-Süd-Richtung verlaufende Fernstraße im Nordosten Chinas in den Provinzen Heilongjiang, Jilin und Liaoning. Sie ist die östlichste Nord-Süd-Fernstraße und verläuft parallel zu den Grenzen Chinas mit Russland und Nordkorea.  Sie führt von Hegang über Jiamusi, Jixi, Mudanjiang, Dunhua, Fusong, Tonghua, Dandong und Zhuanghe in die Küstenmetropole Dalian.